# Ржевский, Дмитрий Семёнович
Дмитрий Семёнович Ржевский (1817—1868) — московский цензор, директор Тверской и Смоленской гимназий, управляющий Тульской контрольной палатой Государственного контроля. Отец рязанского губернатора С. Д. Ржевского.

## Биография
Сын столбового дворянина Семёна Ивановича Ржевского (из смоленских Рюриковичей) от его брака с Авдотьей Дмитриевной Кутузовой — родился 21 ноября (3 декабря) 1817 года в Рязанской губернии и был крещён в Преображенской церкви села Погост Дощатый Зарайского уезда. Брат подпоручика Сергея Ржевского, прославившегося своими скабрёзными шутками и розыгрышами (вероятный прототип поручика Ржевского из анекдотов).
После окончания в 1838 году юридического факультета Московского университета служил в канцелярии у своего родственника главноуправляющего Закавказским краем Е. А. Головина. В 1843 году был причислен к ведомству Министерства иностранных дел и переведён в Санкт-Петербург. С 1849 года служил в Московском главном архиве и в 1850 году получил должность цензора Московского цензурного комитета. После ряда цензурных упущений, 9 ноября 1854 года он был уволен, а уже 7 декабря того же года назначен исправляющим должность директора народных училищ Тверской губернии и директором Тверской гимназии.
В 1860 году в чине коллежского советника вышел в отставку и уехал в своё родовое имение Власьево, где был избран мировым посредником Зарайского уезда и, отстаивая интересы крестьян села Вакино, которых вынуждали к переселению, вступил в 1862 году в конфликт с графом Д. А. Толстым, так, что впоследствии, на основании доноса зарайского уездного предводителя Повалишина, даже был отдан под надзор полиции. Затем был назначен директором Смоленской гимназии и не позже 1865 года произведён в статские советники. Последняя должность Ржевского — управляющий Тульской контрольной палатой Государственного контроля.
По отзыву современников, Ржевский был «симпатичный, хорошо образованный человек», будучи очень серьезным, он не любил вечной суеты и шума, которым наполняла дом его жена своими непрерывными гостями, и много роптал на это. Скончался в 1868 году и, по сведениям племянницы Н. П. Ржевской, был похоронен не на кладбище, а «в саду, в его любимой клумбе посреди цветов»; его гроб от церкви до могилы три версты несли на руках крестьяне села Вакино, которым он помогал.

## Семья
Жена (с 1849) — Наталья Сергеевна Фонвизина (22.02.1826—1886), дочь клинского уездного предводителя дворянства Сергея Павловича Фонвизина, сестра московского губернатора И. С. Фонвизина. По словам родственницы, была блестящей партией во всех отношениях и принесла мужу огромное приданое. В наследство ей досталось имение в Бежецком уезде. Славилась своим чудесным голосом и сама сочиняла музыку, известны её романсы на слова А. В. Кольцова («Моя юность цвела», «Так и рвётся душа»), И. С. Никитина («Песня бобыля»), Н. А. Некрасова («Прости»). Для всей Москвы была «прелестной Натали, которая поет и очаровывает», отличалась умом и подчас довольно рискованным острым словцом. Любила жить открыто, не отказывая себе ни в чём. Дом её близ Сухаревой башни всегда был наполнен литераторами, писателями, музыкантами и певцами. Брак её в начале был вполне удачным, Дмитрий Семёнович был очень влюблен в жену. Но в 1860 году Наталья Сергеевна объявила мужу, что любит А. М. Унковского и, оставив детей, уехала за ним в ссылку в Вятку. После смерти мужа, она вернулась домой и судилась с деверем за опеку над детьми, так как оказалось, что всё имущество принадлежало им, а ей ничего. В 1869 году Ржевская получила богатое наследство от своей тётки Н. Д. Пущиной и вскоре вышла замуж за бедного студента Михаила Николаевича Гумилина. Скончалась в Рязани, где ей принадлежал дом на углу Садовой и Вознесенской улиц. Похоронена в Рязанском кремле на кладбище Спасо-Преображенского монастыря.
Помимо сына Сергея (1851—1914), чета Ржевских имела дочерей Марию (1852, замужем за А. А. Ростовцевым), Александру (1853), Евдокию (1855) и Веру (1856).